# Molophilus terminans
Molophilus terminans là một loài ruồi trong họ Limoniidae. Chúng phân bố ở miền Australasia.